# إيفار الكسيح

## حروبه
في

## حياته
إيفار ذي بونليس (أولد نورس: Ívarr هين بينلوسي؛ الإنجليزية القديمة: هينغوار) كان زعيم الفايكنج والقائد الذي غزا ما هو الآن انكلترا. وفقا لحكاية راجنار لوثبروك، كان ابن راغنار لوثبروك وأسلوج. وشمل إخوانه بيورن أيرونسايد، هالفدان راجنارسسون، هفيتسيرك، سيغورد عين الافعى وأوبا.
أصل الكنية غير مؤكد. يصفه ساجس بأنه يفتقر إلى العظام. ومن المعروف أن حالة وراثية، ناقصة العظم، لتسبب في ظهور الجسم أن يكون "تشكيل العظام الكامل"، لأن الجسم والأطراف يمكن أن ينحني خارج حدود المفاصل المعتادة، وإنتاج آثار سيئة أخرى والوظائف المهينة. كان معروفا من قبل اليونانيين القدماء والرومان. وأفادوا أنه كان شائعا في الجزر البريطانية، ولكن كان من المفهوم القليل حتى أوائل 1900s. وفقا لحكاية راجنار لودبروك، كان عيب إيفار نتيجة لعنة. كانت والدته أسلوج زوجة راجنار الثالثة، وقالت انها كانت فولفا. وقالت إنه يجب على زوجها أن تنتظر ثلاث ليال قبل إكمال زواجهما بعد عودته بعد فصل طويل (بينما كان في غارة إنجلترا). ومع ذلك، تم التغلب على راجنار مع شهوة بعد هذا الفصل الطويل ولم يستمع إلى كلماتها. ونتيجة لذلك، ولد إيفار مع عظام ضعيفة.
نظرية أخرى هي أنه كان يعرف في الواقع باسم "يكره"، والتي في اللاتينية سيكون إكسوسوس. كان من الممكن أن يفسر الكاتب في القرون الوسطى مع معرفة أساسية باللاتينية بسهولة أنه (بدون) أوس (عظام)، وبالتالي "العظم"، على الرغم من أنه من الصعب مواءمة هذه النظرية مع الترجمة المباشرة لاسمه المعطى في مصادر نورس.
في حين أن الساغس وصف الإعاقة البدنية إيفار، فإنها تؤكد أيضا حكمته، الماكرة، وتمكن من إستراتيجية وتكتيكات في المعركة.